# Colleville-sur-Mer
 Colleville-sur-Mer  es una población y comuna francesa, situada en la región de Normandía, departamento de Calvados, en el distrito de Bayeux y cantón de Trévières.

## Demografía
| 225 | 195 | 180 | 169 | 146 | 172 |
| Para los censos de 1962 a 1999 la población legal corresponde a la población sin duplicidades (Fuente: INSEE [Consultar]) |     |     |     |     |     |

## Historia
Fue originalmente una granja propiedad de un tal Koli, un colono escandinavo medieval. Comparte la misma etimología que otros Coleville de Normandía. Durante la conquista de Inglaterra por Guillermo el Conquistador, Gilbert de Colleville recibió tierras allí, y de este caballero es la moderna Casa de Colville, desarrolándose incluso en el Clan Colville de Escocia y el baronazgo de Colville, del Castillo Bytham en Inglaterra.
La playa cercana a la zona costera del pueblo fue una de las principales cabeza de playa durante el desembarco de Normandía el 6 de junio de 1944, designada Playa Omaha.